# Vjatsjeslav Sjtsjogoljev

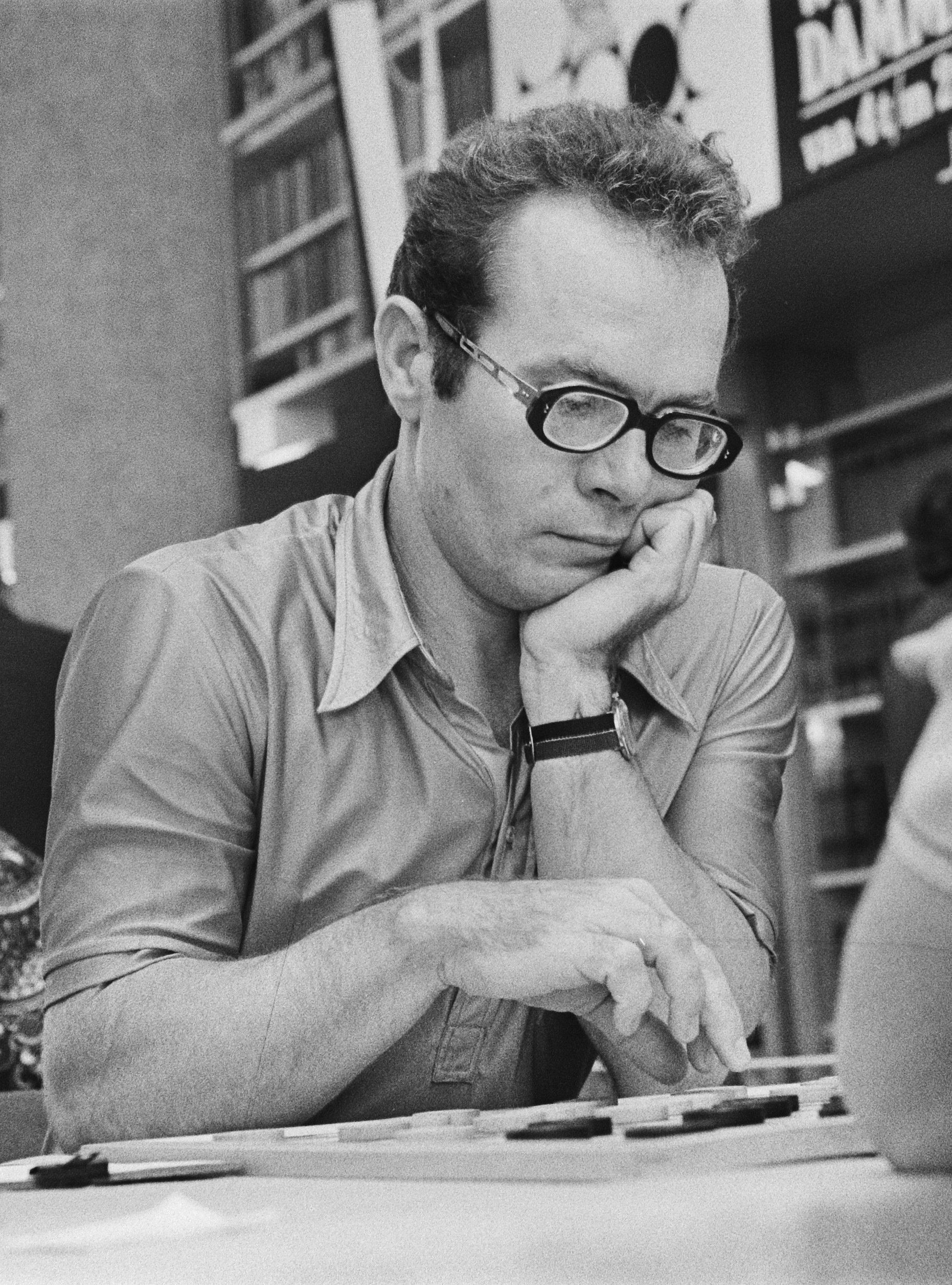
Vjatsjeslav Sjtsjogoljev in 1976

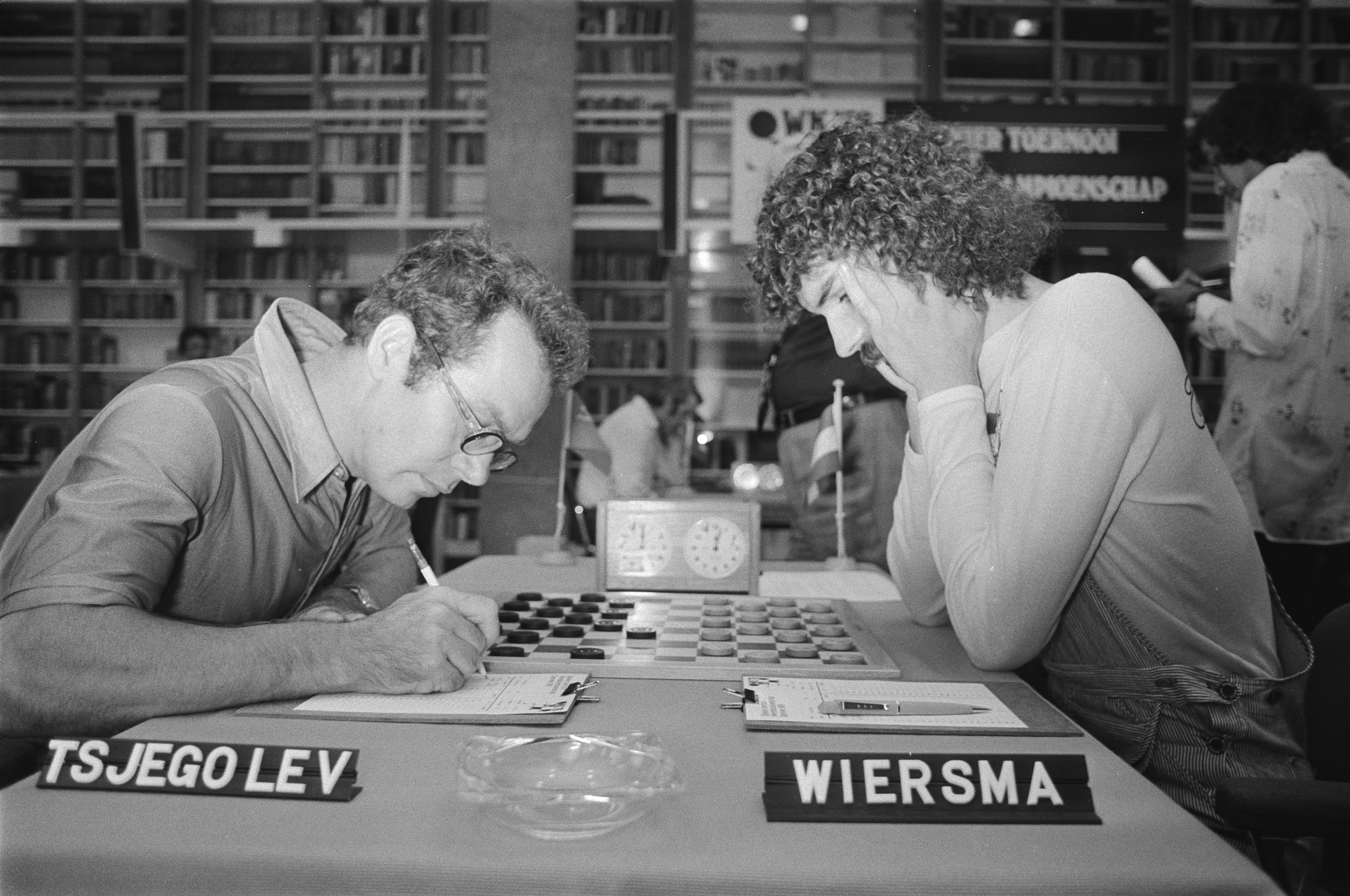
Sjtsjogoljev tegen Harm Wiersma tijdens het WK dammen van 1976.

Vjatsjeslav Ivanovitsj Sjtsjogoljev (Russisch: Вячеслав Иванович Щёголев) (Moskou, 30 december 1940 – Poesjtsjino, 9 oktober 2022) was een Russische dammer die in november 1960 en 1964 (in Merano) wereldkampioen werd door het toernooi om de wereldtitel te winnen. Hij verloor in 1961 en 1965 (in Tbilisi) een tweekamp om de wereldtitel van Iser Koeperman.
Sjtsjogoljev werd kampioen van de Sovjet-Unie in 1959, 1963, 1964 en 1976.

## Europees kampioenschap
Hij nam 4x deel aan het Europees kampioenschap met de volgende resultaten: 
| Jaar | Locatie   | Klassering | Score | W-R-V  |
| ---- | --------- | ---------- | ----- | ------ |
| 1965 | Bolzano   | Zilver     | 14-23 | 10-3-1 |
| 1967 | Livorno   | Zilver     | 15-26 | 11-4-0 |
| 1971 | Soechoemi | 6e         | 10-12 | 4-4-2  |
| 1983 | Deventer  | Zilver     | 11-18 | 7-4-0  |

## Wereldkampioenschap
Sjtsjogoljev deed zesmaal mee aan het toernooi om de wereldtitel en speelde twee keer een match om de wereldtitel:
- WK 1960 - eerste plaats met 42 punten uit 26 wedstrijden (tegen elke tegenstander werd twee keer gespeeld).
- WK-match 1961 - verloren van Iser Koeperman met 18 remises en 2 verliespartijen, 18-22.
- WK 1964 - eerste plaats met 27 punten uit 16 wedstrijden.
- WK-match 1965 - verloren van Iser Koeperman met 1 winstpartij, 12 remises en 7 verliespartijen, 14-26.
- WK 1968 - derde plaats met 23 punten uit 15 wedstrijden.
- WK 1976 - gedeelde tweede plaats samen met Rob Clerc achter Harm Wiersma plaats met 27 punten uit 17 wedstrijden.
- WK 1978 - derde plaats achter Anatoli Gantvarg en Harm Wiersma met 14 punten uit 11 wedstrijden.
- WK 1980 - gedeelde vierde plaats samen met Michail Korenevski met 28 punten uit 21 wedstrijden.

1885-1894 Dussaut · 1895 Leclercq · 1899-1911 Weiss · 1912-1912 Molimard · 1912 Hoogland · 1925 Bizot · 1926, 1931-1932 Fabre · 1928 Springer · 1933-1938 Raichenbach · 1945, 1947 Ghestem · 1948-1954 Roozenburg · 1956 Deslauriers · 1958, 1959, 1961, 1963, 1965, 1967, 1974 Koeperman · 1960, 1964 Sjtsjogoljev · 1963 Sy · 1968-1971 Andreiko · 1972, 1973 Sijbrands · 1976, 1977, 1981, 1983-1984 Wiersma · 1978, 1980, 1984, 1985 Gantvarg · 1982 Van der Wal · 1986, 1987 Dybman · 1988-1993, 1995, 1996, 2001, 2005 Tsjizjov · 1994 Valneris · 1998, 2007, 2009, 2017, 2021 Sjvartsman · 2003-2004, 2006, 2011-2015, 2019 Georgiejev · 2016, 2018, 2022 Boomstra · 2023 Anikejev